# Clive Derby-Lewis
Clive John Derby-Lewis (ur. 22 stycznia 1936 w Kapsztadzie, zm. 3 listopada 2016 w Pretorii) – południowoafrykański parlamentarzysta skazany za współudział w zabójstwie czarnoskórego lidera partii komunistycznej Chrisa Haniego.

## Życiorys
Jako polityk związany był początkowo z Partią Narodową piastując funkcję radnego, zaś w latach 1974–1975 burmistrza miasta Bedfordview. W 1982 był członkiem założycielem Partii Konserwatywnej, z ramienia której w latach 1987–1989 był parlamentarzystą.
Został aresztowany po zabójstwie lidera partii komunistycznej Chrisa Haniego przez Janusza Walusia w dniu 10 kwietnia 1993. Sąd uznał Derby’ego-Lewisa za pomysłodawcę zamachu i współwinnego zabójstwa, skazując go razem z Walusiem na karę śmierci, jednak w 1995 karę śmierci w Południowej Afryce zniesiono, zaś zasądzony Derby’emu-Lewisowi i Walusiowi wyrok zamieniono na dożywotnie więzienie. W 1997 Derby-Lewis stanął przed Komisją Prawdy i Pojednania, stworzoną w celu rozliczenia zbrodni apartheidu. W 2015 został w więzieniu pchnięty ostrym narzędziem, a Sąd Najwyższy nakazał w tym samym roku uwolnienie go z zakładu karnego w Pretorii ze względu na stan zdrowia (wykryto u niego raka płuc). Przed śmiercią przebywał w areszcie domowym w ściśle określonych warunkach. Zmarł 3 listopada 2016.